# Félix Estrada Catoyra
Félix Domingo Estrada Catoyra, nacido en Porto Príncipe (hoy Camagüey), Cuba, el 26 de noviembre de 1853 y fallecido en la La Coruña el 14 de marzo de 1938, fue un médico, militar y escritor gallego en lengua castellana, tesorero de la Real Academia Gallega.

## Trayectoria
Hijo de Domingo Estrada, natural de Betanzos, y Ramona Catoyra. Estudió Medicina y Farmacia en la Universidad de Santiago de Compostela y en La Habana. En 1877 ingresó en el Cuerpo de Sanidad del Ejército, y al año siguiente embarcó para Cuba. Fue catedrático de Historia Natural y Zootecnia de la Escuela de Agricultura de Cuba.
Regresó a España en 1895. Ascendió a mayor y pasó al Hospital Militar de La Coruña. En 1906 fue destinado a Segovia. En 1910 fue nombrado subinspector médico, y regresó a La Coruña al año siguiente como médico de Capitanía y jefe de servicios del Hospital Militar, retirándose en 1915.
A propuesta de Florencio Vaamonde, Uxío Carré Aldao y Andrés Martínez Salazar, el 8 de agosto de 1921, ingresó en la Real Academia Gallega, con el discurso "Algunas consideraciones sobre la trascendencia que para la transformación social de Galicia tuvo el reinado de los Reyes Católicos", respondido por Juan Barcia Caballero, y fue tesorero de esa institución desde 1924 hasta 1938. De 1924 a 1926 fue presidente del Círculo de Artesanos, sobre lo que publicó el libro Contribución a la Historia de A Coruña. Entre 1931 y 1936 fue concejal y teniente alcalde del Ayuntamiento coruñés.